# هملاک اسپرینگز
آیزیم «نائومی» اودو (به انگلیسی: Isimeme "Naomi" Udu؛ زادهٔ ۱۷ نوامبر ۱۹۹۸) که بیشتر با نام هملاک اسپرینگز (به انگلیسی: hemlocke springs) شناخته می‌شود، خواننده، ترانه‌سرا و تهیه‌کنندهٔ موسیقی آمریکایی می‌باشد که در سال ۲۰۲۲ با ترانه خود «دوست‌دختر» مورد توجه رسانه‌ها قرار گرفت و در تیک‌تاک همه‌بین شد.